# Tea Pijević
Tea Pijević (1991. november 18. –) Európa-bajnoki bronzérmes horvát válogatott kézilabdázó, kapus, a román SCM Gloria Buzău játékosa.

## Pályafutása

### A válogatottban
2017-ben mutatkozott be a horvát válogatottban, amellyel részt vett a 2017-es és a 2020-as Európa-bajnokságon. Utóbbi tornán bronzérmet nyert a csapattal, a kontinenstornán mutatott 36%-os védési hatékoysággal pedig az ötödik legjobb volt a posztján, holtversenyben a cseh Petra Kudláčkovával.

## Sikerei, díjai
Lokomotiva Zagreb
- Horvát kupa-győztes: 2018
- EHF Challenge Cup-győztes: 2017